# Casa consistorial de Tronchón
El ayuntamiento o casa consistorial de Tronchón es un edificio situado en la localidad turolense de Tronchón (España), declarado Bien catalogado del Patrimonio Cultural Aragonés en 2002. Se trata de un edificio de estilo renacentista tardío, construido entre los siglo XV y XVII.

## Descripción
Está situado en la plaza Mayor de la localidad frente a la iglesia parroquial de Santa María Magdalena, el edificio del ayuntamiento, determinado por su potente volumetría de carácter sobrio, se levanta sobre una planta irregular, adaptada al desnivel del terreno, en mampostería reforzada con sillar en las esquinas.
El edificio, resultado de dos fases constructivas, consta de un cuerpo principal construido hacia finales del siglo XV y comienzos del siglo XVI, de planta cuadrangular y dos pisos cuyas estancias se articulan en torno al hueco de escaleras, así como de un cuerpo delantero de planta rectangular adosado a la fachada principal durante los siglos XVI y XVII, cuyo piso inferior se dispuso a modo de lonja, mientras el superior se organizaba en diversas estancias.
En el exterior destacan tres fachadas cuyos paramentos lisos se articulan tan solo mediante la apertura de sencillos huecos adintelados enmarcados con piedra. La lonja, abierta en el cuerpo delantero, de sencillo diseño, consta de una planta rectangular que en el alzado abre en tres de sus lados mediante aperturas de distintas características: un gran arco apuntado al este, dos arcos de medio punto apoyados sobre un grueso pilar central al norte y un gran arco rebajado al oeste.
El edificio, determinado por la sobriedad y su potente volumetría, perfectamente integrada en el urbanismo de la localidad, constituye uno de los mejores ejemplos de la zona del Maestrazgo.